# John Norris (amiral)

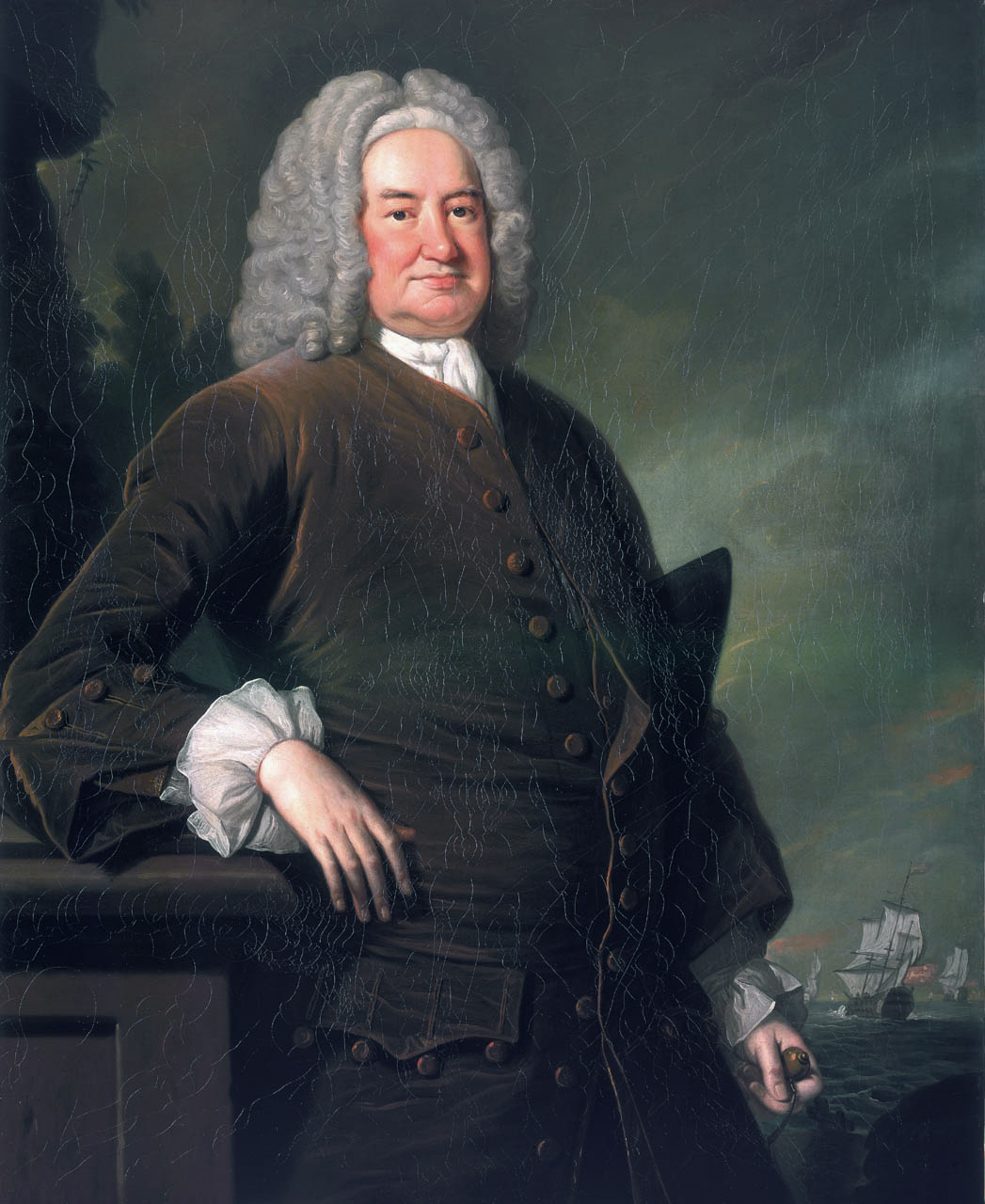
Sir John Norris, cirka 1735.

John Norris, född omkring 1670, död den 19 juli 1749, var en brittisk amiral, bror till William Norris. 
Norris deltog som skeppsbefälhavare i en mängd sjöstrider under 1690-talet mot fransmännen, utmärkte sig under spanska tronföljdskriget bland annat vid intagandet av Barcelona 1705, erhöll samma år knightvärdighet, blev 1707 konteramiral och 1708 vice amiral. Från 1708 till sin död var han medlem av underhuset och 1718-30 amiralitetslord. 
Norris sändes 1709 med en eskader till Öresund för att hindra spannmålstillförseln från Östersjön till Frankrike, uppbringade därvid även åtskilliga svenska handelsfartyg, återvände hem, när en holländsk konvojeskader ditsändes till den nederländska skeppsfartens skydd, och blev på senhösten samma år amiral. 
Norris var 1710–1711 högste befälhavare över engelska flottan i Medelhavet och hugnades därunder av titulärkungen Karl III med spansk hertigtitel. Han sändes 1715 med en flotta till Östersjön, officiellt för att skydda den engelska handeln och sjöfarten, men faktiskt för att öva påtryckning på Sverige i Hannovers intresse, där engelske kungen Georg I var kurfurste. 
Norris förenade i juni vid Helsingör sin flotta med en holländsk och uppmanades på det ivrigaste av Sveriges fiender Danmark och Preussen att lämna dem aktiv hjälp, till exempel genom en blockad av Karlskrona eller deltagande i belägringen av Stralsund. Därav blev dock intet, men han fraterniserade i Reval med ryssarna och kom i hög gunst hos tsar Peter, som sedermera erbjöd honom befälet över ryska flottan. 
Han återvände med sin eskaders huvudstyrka till England i oktober. Året därpå i maj sändes Norris åter med en flotta till de nordiska farvattnen med order bland annat att hindra eventuella svenska försök i jakobitiskt intresse till infall i Skottland. Norris låg med sin flotta en tid i Öresund, avvaktande utvecklingen av de diplomatiska förhandlingarna mellan England och Sverige. 
Efter invecklade förhandlingar om engelsk-dansk-rysk samverkan seglade Norris i förening med danska och ryska fartyg (tsaren var ombord på ett av de sistnämnda) inåt Östersjön i augusti, men de rysk-danska planerna på landstigning i Skåne kom aldrig till utförande, och Norris, som snart återvänt till Öresund, deltog ivrigt i de långvariga underhandlingarna om de ryska landstigningstruppernas avfärd från Danmark, och i november företog även han hemfärden med huvudstyrkan av sin flotta. 
Nästa gång var Norris, som augusti-september 1717 utan resultat förhandlat med tsar Peter i Amsterdam, åter i Östersjön 1718, då endast med en mindre eskader; han anlände 25 maj till Köpenhamns redd och samverkade sedan med en holländsk eskader till handelns skydd och med en dansk om att från Bornholm hålla svenska flottan i Karlskrona innesluten där. Samtidigt hade han order att hindra ryssarna från förening med svenska stridskrafter, om förhandlingarna på Åland skulle resultera i fred och förbund mellan Ryssland och Sverige. 
I början av november återvände Norris hem. Då svenska regeringen efter Karl XII:s död bestämde sig för uppgörelse med Hannover, varom i juli 1719 en preliminär konvention slöts, fick Norris, som med en eskader anlänt till Köpenhamn 3 juli, till uppgift att avskräcka ryssarna från fortsatta härjningar på Sveriges östkust. Han blev emellertid länge liggande overksam i Sundet, anlände först i slutet av augusti till Hanö, förenade sig med en liten svensk eskader och kastade i september ankar vid Dalarö.
Ryssarnas härjningar var då sedan länge slut och deras flotta tillbaka i Reval. I slutet av oktober avseglade Norris åter till England. Han återvände emellertid i maj 1720, konvojerande ett 60-tal handelsfartyg med livsmedel, kastade ankar vid Älvsnabben, men kunde ej hindra ryska galärflottan att företaga ett plundringståg uppåt Bottniska viken. Efter upprepade kryssningar i samverkan med en svensk eskader mellan Gotland och svenska skärgården lämnade Norris i början av november de svenska farvattnen. 
I maj 1721 återupptog Norris kryssningarna i Östersjön, men vågade eller ville ej utsträcka dessa uppåt Bottniska viken, där ryssarna ostört härjade på kusten från Gävle till ovanför Umeå. Sedan Sverige omsider ingått fred med Ryssland (i Nystad 31 augusti), var Norris mission till ända, och han seglade hem med sin eskader några veckor senare. 
Norris företog 1727 sin sista kryssning i Östersjön (i syfte att öva påtryckning på Ryssland under då pågående diplomatiska förhandlingar), blev 1734 amiral och högste befälhavare över engelska flottan samt avgick 1744 ur aktiv tjänst. Han bar inom flottan öknamnet "Foul-weather Jack" och åtnjöt, utan att äga några särdeles glänsande befälsegenskaper, dock stort anseende.